# Lautaro (sopka)
Lautaro je stratovulkán na jihu Chile, v Patagonských Andách. Nachází se v regionu Aysén, v severní části Jihopatagonského ledovcového pole. Vulkán je pokrytý ledovcem. Jeden kilometr široký kráter se nachází na severovýchodním úbočí hory.
Lautaro je s nadmořskou výškou 3 580 metrů třetí nejvyšší horou Patagonských And.
Hlavní horninou vulkánu je dacit, dalšími horninami jsou andezit a bazaltický andezit.